# Ріхард Курант
Ріхард Ку́рант (нім. Richard Courant; 8 січня 1888, Люблінець, Німецька імперія, нині Польща — 27 січня 1972, Нью-Йорк, США) — німецький та американський математик, педагог і науковий організатор.

## Біографія
Ріхард Курант народився в єврейській родині. В 1890-х роках сім'я часто переїжджала: — в Глац, Бреслау, потім в Берлін (1905).
Ріхард залишився в Бреслау та вступив до університету Бреслау, але зрозумівши, що якість навчання там недостатньо висока, продовжив навчання спочатку в Цюріхському, потім в Геттінгенському університетах. В Геттінгені Курант став учнем і помічником Д. Гільберта. В 1910 він здобув докторський ступінь за роботу «Про застосування принципу Діріхле до проблеми конформних відображень». В 1914 він в складі армії кайзерівської Німеччини брав участь в Першій світовій війні, відбуваючи службу на французькому фронті. Демобілізувавшись в 1919 році, Курант дістав призначення на посаду професора в університеті Мюнстера. В 1920 році він повернувся до Геттінгену.
З 1920 по 1933 рік він був професором Геттінгенського університету. Але після приходу нацистів до влади в Німеччині та розгрому Математичного інституту в Геттінгені Куранту довелося емігрувати. Один рік він провів в Кембриджі, потім переїхав до США.
З 1935 року Курант працював професором в Нью-Йоркському університеті. В Нью-Йорку Куранту було доручено створити спеціальний математичний інститут при Нью-Йоркському університеті. Курант, ставши першим директором інституту, залучив до роботи деяких своїх учнів та колег з Німеччини. Серед них були такі талановиті математики, як Курт Отто Фрідріхс, Джеймс Джонстон Стокер. До 1946 року, окрім чисто математичних досліджень та викладання, в інституті велася робота щодо проблеми використання математики у військовій справі. В 1958 році, коли Куранту вже було 70 років, він залишив пост директора Математичного інституту, але продовжив активне співробітництво з ним. В 1964 році інститут отримав назву Курантівський інститут математичних наук (англ. The Courant Institute of Mathematical Sciences).
В 1963 році відвідав СРСР для участі в Радянсько-американському симпозіумі з диференціальних рівнянь з частинними похідними, в 1966 році Курант став закордонним членом АН СРСР.
Основні наукові результати Куранта пов'язані з конформними відображеннями, та крайовими задачами для рівнянь математичної фізики.
Серед учнів Куранта найбільш відомі М.Крускал, Г. Леві, У.Феллер, К. О. Фридріхс, П.Лакс.

## Праці
- Über die Anwendung des Dirichletschen Prinzipes auf die Probleme der konformen Abbildung, Inaugural—Dissertation zur Erlangung der Doktorwürde der hohen philosophischen Fakultät der Georg-August Universität zu Göttingen, Göttingen, W. Fr. Kaestner (1910).
- Zur Bergündung des Dirichletschen Prinzipes, K. Gesellschaft der Wissenchaften zu Göttingen. Nachrichten. Math.-Phys. Klasse, 1-7 (1910).
- Über die Anwendung des Dirichletschen Prinzipes auf die Probleme der konformen Abbildung, Math. Ann. 71:2, 145—183.
- Über die Methode des Dirichletschen Prinzipes, Math. Ann. 72:4, 517—550.
- Geometrische und philosophische Untersuchungen über den Raum, Handwörterbuch der Naturwissenschaften 8, 120—123.
- Zur Theorie der kleinen Schwingungen, Z. für Angew. Math. und Mech. 2, 278—285.
- Bemerkung zu meiner Note «Über eine Eigenschaft der Abbildungsfunktionen bei konformer Abbildung», K. Gesellschaft der Wissenschaften zu Göttingen. Nachrichten. Math.-Phys. Klasse, 1-2.
- Über ein konvergenzerzeugendes Prinzip in der Variationsrechmmg, K. Gesellschaft der Wissenschaften zu Göttingen. Nachrichten. Math.-Phys. Klasse, 144—150.
- Beweis des Satzes, dass von alien homogenen Membranen gegebenen Umfanges und gegebener Spannung die kreisförmige den tiefsten Grundton besizt, Math. Z. 1:2/3, 321—328.
- Über die Lösungen der Differentialgleichungen der Physik, I. Mitteilung, Math. Ann. 85, 280—325.
- Über die Schwingungen eingespannter Flatten, Math. Z. 15:3/4, 195—200.
- The least dense lattice packing of two-dimensional convex bodies, Comm. Pure and Appl. Math. 18:1/2, 339—343. (1965)
- Courant, Richard; John, Fritz (1965). Introduction to Calculus and Analysis (PDF). Т. I. New York: Interscience. ISBN 978-3-540-65058-4.(англ.)
- Courant, Richard; John, Fritz (1974). Introduction to Calculus and Analysis (PDF). Т. II. New York: Interscience. ISBN 978-3-540-66569-4.(англ.)